# Ilka Paradis-Schlang
Ilka Paradis-Schlang (* 1944 im Oberbergischen Land) ist eine deutsche Romanautorin. Sie schreibt vorwiegend unter dem Pseudonym Barbara von Bellingen.

## Leben und Werk
Ilka Paradis-Schlang studierte Malerei an den Kölner Werkschulen. Im Anschluss arbeitete sie im Entwicklungsdienst und übersetzte Romane aus dem Englischen. Seit dem Jahr 1982 ist sie selbst als Autorin tätig. Ihr Schwerpunkt liegt auf historischen Kriminalromanen und Romanen. 
Ihre historischen Romanserien beginnen mit der Gret-Grundlin-Buchreihe, die um 1500 im historischen Köln spielt, und setzen sich fort mit der Engelke-Geerts-Tetralogie, deren Schauplatz Hamburg um 1400 zur Zeit der Hanse ist. Eine weitere Serie historischer Romane um die Figur der Arztgattin Felicitas Faber, die im 19. Jahrhundert mit detektivischem Talent Fälle in Frankfurt am Main klärt, umfasst drei Teile.

## Werke
Gret-Grundlin-Buchreihe
- Mord und Lautenklang. Ein Kriminalroman aus dem Mittelalter. ECON 1994, ISBN 3-612-25073-6
- Hüt' dich, schön's Blümelein. Ein Kriminalroman aus dem Mittelalter. ECON 1994, ISBN 3-612-25076-0
- Die Hetze. Ein Kriminalroman aus dem Mittelalter. ECON 1995, ISBN 3-612-27493-7
- Der Todesreigen. Ein Kriminalroman aus dem Mittelalter. ECON 1997, ISBN 3-612-25100-7

Engelke-Geerts-Buchreihe
- Jungfernfahrt. Ein Roman aus dem Hamburg der Hansezeit. München 1996, ISBN 3-453-10840-X.
- Verlorene Seelen. Ein Roman aus dem Hamburg der Hansezeit. München 1997, ISBN 3-453-11656-9.
- Dreissig Silberlinge. Ein Roman aus der Hansezeit. München 1998, ISBN 3-453-13130-4.
- Kranzgeld. Ein Roman aus der Hansezeit. München 1999, ISBN 3-453-15188-7.

Felicitas-Faber-Buchreihe
- Der steinerne Gast. München 2002, ISBN 3-453-21149-9
- Wer ohne Schuld ist. München 2003, ISBN 3-453-86949-4
- Ein Netz so fein gesponnen. München 2004, ISBN 3-453-87783-7

Andere historische Romane
- Luzifers Braut. Roman. Marion-von-Schröder-Verlag, ISBN 3-547-71294-7.
- Tochter des Feuers. Roman aus der Morgendämmerung der Menschheit. Rowohlt 1985, ISBN 3-499-15478-1.
- Ein Jahr und ein Tag. Roman um Liebe, Ränke und Intrigen zur Ritterzeit, Luebbe 1992, ISBN 3-404-11864-2
- Die Bronzespange. Historischer Roman, ADMOS Media 1995, ISBN 3-612-27109-1
- Die Sterndeuterin, München 2000, ISBN 3-453-17184-5
- Blutiger Frühling, München 2006, ISBN 3-453-47020-6
- Die Spur der Wölfin, Bonn 2007, ISBN 978-3-9811604-0-6